# Xinhe (köpinghuvudort i Kina, Jiangxi Sheng, lat 29,62, long 115,77)
Xinhe är en köpinghuvudort i Kina. Den ligger i provinsen Jiangxi, i den sydöstra delen av landet, omkring 100 kilometer norr om provinshuvudstaden Nanchang. Antalet invånare är 14 027. Befolkningen består av 6 882 kvinnor och 7 145 män. Barn under 15 år utgör 22,0 %, vuxna 15-64 år 68 %, och äldre över 65 år 8,0 %.
Runt Xinhe är det tätbefolkat, med 459 invånare per kvadratkilometer. Närmaste större samhälle är Ruichangshi, 12,7 km nordväst om Xinhe. I omgivningarna runt Xinhe växer i huvudsak blandskog.
Genomsnittlig årsnederbörd är 2 073 millimeter. Den regnigaste månaden är maj, med i genomsnitt 328 mm nederbörd, och den torraste är januari, med 59 mm nederbörd.